# Massa atomica

La relazione tra massa, quantità di sostanza, volume e numero di particelle

La massa atomica (mA) di un atomo è la massa di quel singolo atomo espressa in unità di massa: grammi o kilogrammi.  
Tuttavia, poiché può assumere valori compresi tra i 10−25 kg e i 10−27 kg, è solitamente espressa in Da (dalton, derivata dal nome di John Dalton) ovvero unità di massa atomica unificata (u.m.a.) definita per convenzione come 1/12 della massa di un singolo atomo di carbonio-12 a riposo. Il maggiore contributo alla massa atomica è dato da protoni e neutroni del nucleo e per questo motivo il suo valore è vicino al valore del numero di massa medio ponderato degli isotopi dell'elemento, specie per atomi a basso numero atomico. La differenza non è altro che il difetto di massa.
Dividendo la massa di un singolo atomo per l’unità di massa atomica unificata, o dalton (1,660540210 x 10−27), questa assumerebbe il valore di un numero adimensionale, a cui ci si riferisce più correttamente come "massa isotopica relativa".
La massa atomica  (nota anche come peso atomico) di un elemento non va confusa con il numero di massa A; che esprime il numero (adimensionale) dato dalla somma di protoni e neutroni nell'atomo (isotopo) considerato.
La massa atomica o la massa isotopica relativa sono talvolta confuse, o utilizzate in modo errato, come sinonimi di massa atomica relativa o di peso atomico standard (una particolare varietà di peso atomico, nel senso che è standardizzato). 
Tuttavia, come notato nell'introduzione, la massa atomica è una massa assoluta mentre tutti gli altri termini sono adimensionali. La massa atomica relativa e il peso atomico standard rappresentano i termini per le medie (ponderate in base all'abbondanza) delle masse atomiche relative nei campioni elementari, non per i singoli nuclidi. Pertanto, la massa atomica relativa e il peso atomico standard spesso differiscono numericamente dalla massa isotopica relativa.
La massa atomica (massa isotopica relativa) è definita come la massa di un singolo atomo, che può essere solo un isotopo (nuclide) alla volta, e non è una media ponderata in abbondanza, come nel caso della massa atomica relativa / peso atomico. La massa atomica o la massa isotopica relativa di ciascun isotopo e nuclide di un elemento chimico è, quindi, un numero che in linea di principio può essere misurato con alta precisione, poiché ci si aspetta che ogni campione di tale nuclide sia esattamente identico a ogni altro campione, poiché ci si aspetta che tutti gli atomi di un dato tipo nello stesso stato energetico e ogni campione di un particolare nuclide siano esattamente identici in massa a tutti gli altri campioni di quel nuclide. Ad esempio, ci si aspetta che ogni atomo di ossigeno-16 abbia esattamente la stessa massa atomica (massa isotopica relativa) di ogni altro atomo di ossigeno-16.
Nel caso di molti elementi che hanno un isotopo naturale (elementi mononuclidici) o un isotopo dominante, l'effettiva somiglianza / differenza numerica tra la massa atomica dell'isotopo più comune e la massa atomica relativa standard (peso atomico standard) può essere piccola o addirittura nulla e non influisce sulla maggior parte dei calcoli di massa. Tuttavia, un tale errore può esistere e persino essere importante quando si considerano singoli atomi per elementi che non sono mononuclidici.
La massa atomica degli atomi, ioni, o dei nuclei atomici è leggermente inferiore alla somma delle masse dei loro protoni costituenti, dei loro neutroni e dei loro elettroni, a causa della perdita di massa dovuta all'energia di legame (come da E = mc2).

## La massa isotopica relativa
Guerra dice che la massa isotopica relativa, una proprietà di ogni singolo atomo, non deve essere confusa con la quantità media di "massa atomica relativa", equivalente a quella del peso atomico (vedi sopra). La massa isotopica relativa si differenzia dalla massa atomica relativa perché è un numero puro, senza unità di misura. Ciò è dovuto all'uso del rapporto in scala rispetto allo standard carbonio-12, e la parola "relativa" all'interno del termine "massa isotopica relativa" si riferisce appunto alla scala relativa al C-12. La massa isotopica relativa è quindi la massa di un dato isotopo quando questo valore è scalato dalla massa del carbonio-12.
Nel caso relativo alla massa atomica, i non nuclidi diversi dal carbonio-12 possiedono dei valori esattamente interi di massa isotopica relativa. Per quanto invece riguarda la massa atomica relativa quando espresso in unità di massa atomiche unificata o dalton, i relativi numeri di massa isotopica dei nuclidi diversi dal carbonio-12 non sono numeri interi, ma ci si avvicinano. Ciò è discusso nel seguito.

## Termini simili per quantità differenti
La massa atomica e massa isotopica relativa sono talvolta confuse, oppure scorrettamente utilizzati come sinonimi della massa atomica relativa (anche nota come peso atomico). Tuttavia, il peso atomico rappresenta i termini di masse atomiche di media in campioni elementari, non per i singoli nuclidi. Detto questo, peso atomico e peso atomico standard spesso differiscono numericamente dalla massa isotopica relativa e dalla massa atomica, e possono anche avere differenti unità di misura. La massa atomica (massa isotopica relativa) è definita come la massa di un singolo atomo, che può essere solo un isotopo (nuclide) alla volta, e non è una media un'abbondanza ponderata, come nel caso della massa atomica relativa / peso atomico. La massa atomica o massa isotopica relativa di ogni isotopo e nuclide di un elemento chimico è quindi un numero che può essere misurato con grande precisione, dal momento che ogni esemplare di tale nuclide si pensa che sia esattamente identico a tutti gli altri campioni, come tutti gli atomi di un dato tipo allo stesso stato di energia, e ogni esemplare di un particolare nuclide, dovrebbero essere esattamente identici per massa a ogni altro esemplare di tale nuclide. Nel caso di molti elementi che hanno un isotopo naturale (elementi mononuclidi) o un isotopo dominante, la di somiglianza / differenza numerica tra la massa atomica dell'isotopo più comune, e la massa atomica relativa (standard) o il peso atomico (standard) può essere di piccole dimensioni o addirittura pari a zero, e non influisce nella maggior parte dei calcoli di massa. Tuttavia, un tale errore può esistere e anche essere importante se si considera atomi individuali per gli elementi che non sono mononuclidi. Per gli elementi non mononuclidi che hanno più di un isotopo comune, la differenza numerica della massa atomica relativa (peso atomico), anche dalla massa isotopica relativa più comune, può essere mezza unità di massa o più. La massa atomica (massa isotopica relativa) di un isotopo non comune può differire dalla massa atomica relativa, peso atomico, o peso atomico standard di più unità di massa. Le masse atomiche espresse in unità di massa atomica (masse isotopiche relative) sono sempre vicino a valori di numeri interi, ma non hanno mai (tranne nel caso di carbonio-12) esattamente un numero intero come valore, per due motivi:
- Protoni e neutroni hanno masse diverse, e diversi nuclidi hanno differenti rapporti di protoni e neutroni.
- Le masse atomiche sono ridotte, in diversa misura, da parte delle loro energie di legame.

Il rapporto tra massa atomica e numero di massa (numero di nucleoni) varia da circa 0,99884 per 56 Fe a 1,00782505 milioni per 1H. Qualsiasi difetto di massa dovuto all'energia nucleare di legame è sperimentalmente una piccola frazione della massa dell'uguale numero di nucleoni liberi. Se comparato alla massa media per nucleone in carbonio-12, che è moderatamente fortemente legato rispetto ad altri atomi, il difetto di massa di legame per la maggior parte degli atomi è una frazione ancora più piccola di un dalton (unità di massa atomica unificata, basata sul carbonio 12). Dal momento che protoni liberi e neutroni differiscono tra di loro in massa per una piccola frazione di dalton (circa 0,0014 u), arrotondando la massa isotopica relativa, o la massa atomica di un qualunque nuclide data in dalton al numero intero più vicino dà sempre il numero di nucleoni, o il numero di massa. Inoltre, il conteggio dei neutroni (numero di neutroni) può allora essere ricavato sottraendo il numero di protoni (numero atomico) dal numero di massa (conteggio nucleoni).

## Difetti di massa nelle masse atomiche
La quantità del rapporto tra la massa atomica e il numero di massa che si discosta da 1 è il seguente: la deviazione positiva inizia all'idrogeno-1, poi diminuisce fino a raggiungere un minimo locale in elio-4. Gli isotopi del litio, berillio e boro sono meno fortemente legati dell'elio, come mostrato dai loro crescenti rapporti numerici massa a massa. Nel carbonio, il rapporto tra la massa (in dalton) e il numero di massa è definito come 1, e dopo il carbonio diventa meno di 1 fino a raggiungere un minimo in corrispondenza di ferro-56 (con valori di poco superiori a ghisa-58 e nichel-62), poi aumenta a valori positivi in isotopi pesanti, con un aumento del numero atomico. Ciò corrisponde al fatto che la fissione nucleare in un elemento più pesante dello zirconio produce energia, mentre la fissione in ogni elemento più leggero del niobio richiede energia. D'altra parte, la fusione nucleare di due atomi di un elemento più leggero dello scandio (eccetto l'elio) produce energia, mentre la fusione in elementi più pesanti del calcio richiede energia. La fusione di due atomi di elio-4 può dare berillio-8 e richiederebbe energia, e il berillio cadrebbe rapidamente a pezzi di nuovo. Elio-4 può fondersi con trizio (H-3) o con elio-3, e questi processi si verificarono durante la nucleosintesi del Big Bang. La formazione di elementi con più di sette nucleoni richiede la fusione di tre atomi di elio-4 nel cosiddetto processo tre alfa, saltando litio, berillio, boro per produrre carbonio.

## Misurazione delle masse atomiche
Un modo per misurare le masse degli atomi e un relativo confronto diretto si possono ottenere con l'uso della spettrometria di massa.

## Unità di misura
L'unità scientifica standard utilizzata per quantificare il peso di una sostanza in quantità macroscopiche è la mole (il cui simbolo è mol), definita arbitrariamente come la quantità di sostanza che possiede tanti atomi o molecole quanti atomi presenti in 12 grammi di carbonio-12. Il numero di atomi all'interno di una mole è stato definito come costante di Avogadro, valore approssimativamente equivalente a 6,022 x 1023 mol-1.
Una mole di una determinata sostanza ha una massa in grammi pari, grossomodo, alla massa molecolare relativa caratteristica della sostanza (vedi sotto). Diversamente accade per la massa atomica, per la quale l'affermazione non sempre è veritiera, in quanto potrebbero esistere più isotopi di un determinato elemento. Ad esempio, la massa atomica relativa del ferro è 55,847 g/mol, e una mole di metallo prelevato in natura ha appunto questa massa. Tuttavia la massa atomica dell'isotopo 56 Fe è 55,953 u. Tale quantità di 56 Fe allo stato puro però non è mai stata reperita (o ricavata) sulla Terra. 
Ci sono 22 elementi mononucleici dei quali si trova in natura soltanto un isotopo (esempi comuni sono fluoro, sodio, alluminio e fosforo) e per questi elementi i valori assunti dalla massa atomica relativa e dalla massa atomica sono equivalenti. Tali campioni possono quindi servire come standard di riferimento relativamente ad alcuni valori di massa atomica.

## Relazione tra massa atomica, molecolare e molare
Definizione simile si può applicare anche alle molecole: si può calcolare la massa molecolare di un composto sommando via via i pesi atomici degli atomi costituenti, indicati nella formula chimica. Nel caso in cui lo stesso atomo si presenti più volte, la sua molteplicità (il numero di volte in cui compare) deve essere tenuto in considerazione, solitamente moltiplicando ogni singola massa per la sua ricorrenza. 
La massa molare, invece, è la massa in grammi di una sostanza che corrisponde a una mole ed è espressa in g/mol. Mentre la massa molare di un elemento è numericamente equivalente alla sua massa atomica relativa, quella di un composto corrisponde alla massa molecolare.

## Storia
I primi scienziati a determinare le masse atomiche relative furono John Dalton e Thomas Thomson tra il 1803 e il 1805 e Jöns Jakob Berzelius tra il 1808 e il 1826. La massa atomica relativa (peso atomico) è stata originariamente definito rispetto a quella dell'elemento più leggero, l'idrogeno, che è stato preso come 1,00, e nel 1820 le ipotesi di Proust dichiararono che i pesi atomici di tutti gli elementi sarebbero stati multipli esatti di quello dell'idrogeno. Berzelius, tuttavia, ben presto dimostrò che questo non era neppure approssimativamente vero, e per alcuni elementi, come il cloro, la massa atomica relativa, a circa 35,5, cade quasi esattamente a metà tra due multipli interi di quella dell'idrogeno. Ancora più tardi, questo fu dimostrato essere in gran parte a causa di una miscela di isotopi, e che i pesi atomici di isotopi puri o nuclidi, sono multipli della massa di idrogeno, entro circa 1%. Nel 1860 Stanislao Cannizzaro ridefinì le masse atomiche relative applicando il principio di Avogadro. Formulò una legge per determinare le relative masse atomiche di elementi: diverse quantità dello stesso elemento contenute in diverse molecole sono tutte multipli interi del peso atomico e determinano le masse atomiche relative e le masse molecolari confrontando la densità del vapore di una raccolta di gas con molecole contenenti una o più molecole dell'elemento chimico in questione.
Nel XX secolo, fino al 1960, chimici e fisici hanno usato due diverse scale atomiche di massa. I chimici usavano una scala chiamata "unità di massa atomica" (uma) tale che il miscuglio naturale di isotopi di ossigeno abbia una massa atomica 16, mentre i fisici assegnarono lo stesso numero 16 solo alla massa atomica dell'isotopo più comune di ossigeno (ossigeno-16, contenente otto protoni e otto neutroni). Tuttavia, l'ossigeno-17 e ossigeno-18 sono presenti in ossigeno naturale anche. Questo ha portato a due diverse tabelle di massa atomica. La scala unificata a base di carbonio-12, 12C, ha incontrato necessità di basare la bilancia su un isotopo puro, pur essendo numericamente vicino alla scala usata dai chimici.
Il termine "peso atomico" venne sostituito dal termine "massa atomica relativa", nella maggior parte dei casi. Questo cambiamento di nomenclatura risale al 1960 ed è stata la fonte di molte discussioni nella comunità scientifica, che è stata innescata con l'adozione della unità di massa atomica e la realizzazione che "peso" era in qualche modo un termine inappropriato. L'argomento per mantenere il termine "peso atomico" era soprattutto che era un termine ben compreso, che il termine "massa atomica" era già in uso (come è attualmente definito) e che il termine "massa atomica relativa" poteva facilmente essere confusa con massa isotopica relativa (la massa di un singolo atomo di un dato nuclide, espresso senza dimensione relativa a 1/12 della massa del carbonio-12).
Nel 1979, come compromesso, il termine "massa atomica relativa" è stato introdotto come sinonimo secondario per peso atomico. Venti anni dopo il primato di questi sinonimi si è invertita, e il termine "massa atomica relativa" è ora il termine più usato.